# Morzine
Morzine (Savoyaards: Morzena) is een gemeente in het departement Haute-Savoie in Frankrijk.
Morzine is een traditionele plaats in het hart van het grote en bekende skigebied Portes du Soleil.
Het bestaat uit chalets en is een populaire wintersportbestemming. Het ligt in een dal tussen het Meer van Genève en Chamonix-Mont-Blanc met de Mont Blanc.

## Vakantiebestemming
Het skigebied van Morzine zelf is geschikt voor beginners en minder geoefende skiërs en snowboarders en daardoor ook populair bij gezinnen (met kinderen). Meer uitdagende skipistes liggen in Avoriaz, bereikbaar via de Prodains-skiliften, vijf minuten van de lokale (ski)busservice. Het dorp ligt op 1000 m, met het topstation op 2020 m, dicht bij het buurdorp Avoriaz en bij Les Gets.
Morzine is ook een geliefd gebied in de zomer met sporten zoals mountainbiken, golf, wandelen en bergbeklimmen. Morzine heeft een zwembad.

## Tour de France
Morzine was 21 keer etappeplaats in wielerkoers Ronde van Frankrijk. Voor het laatst in 2023. Zo was Morzine de finaleplaats van de eerste bergetappe in de Tour de France van 2003. Richard Virenque van de ploeg Quick Step-Davitamon won de etappe en veroverde de gele trui.
Ook in de Tour de France van 2006 was Morzine een aankomstplaats, dit keer van de 17e etappe. Floyd Landis won deze etappe op spectaculaire wijze en daarna ook de Tour. Later werd hij op het gebruik van testosteron betrapt en daarom gediskwalificeerd.
In 2010 lag de finish van de achtste etappe bovenop Morzine-Avoriaz. Andy Schleck won de rit voor andere favorieten als Contador en Sanchez.

## Demografie
Onderstaande figuur toont het verloop van het inwonertal (bron: INSEE-tellingen).

## Vervoer
Het dichtstbijzijnde vliegveld is de Geneva Cointrin International Airport in Zwitserland, net over de grens, in Genève.